# Koțupiivka, Lîpova Dolîna
Koțupiivka (în ucraineană Коцупіївка) este un sat în comuna Iasnopilșciîna din raionul Lîpova Dolîna, regiunea Sumî, Ucraina.

## Demografie
Componența lingvistică a localității Koțupiivka
     Ucraineană (100%)
Conform recensământului din 2001, toată populația localității Koțupiivka era vorbitoare de ucraineană (100%).